# Blackwelder Glacier
Blackwelder Glacier är en glaciär i Antarktis. Den ligger i Östantarktis. Nya Zeeland gör anspråk på området. Blackwelder Glacier ligger 845 meter över havet.
Terrängen runt Blackwelder Glacier är bergig, och sluttar brant österut. Trakten är obefolkad. Det finns inga samhällen i närheten. 